# Pediasia batangensis
Pediasia batangensis là một loài bướm đêm trong họ Crambidae.